# Nino Migliori
Nino Migliori, né le 29 septembre 1926 à Bologne, est un photographe italien.

## Biographie
Migliori est né à Bologne en 1926 , la ville où il vit et travaille encore. Il a commencé à photographier en 1948 . 
Dans l'immédiat après-guerre, il a une  activité intense sur différents styles : expérimentation, photographie formaliste, réaliste, motifs, axes de recherche qui continueront en partie à caractériser son travail jusqu'à aujourd'hui. En effet, depuis 1948, à côté d'une production photographique proche de la photographie pure, il réalise des séries néoréalistes "Gente del sud", "Gente dell'Emilia" et "Gente del Delta" qui racontent l'histoire de l'Italie dans les années 1950.
Dans les années cinquante, avec ses amis Tancredi, Emilio Vedova, il fréquente le salon de Peggy Guggenheim à Venise et c'est lors de ces rencontres, comme celles de Bologne avec Vasco Bendini, Vittorio Mascalchi, Bruno Pulga, Luciano Leonardi et d'autres, qu'il trouve soutien et affinité culturelle.
Dans les années 1980, il a adopté l'appareil Polaroid comme outil de recherche, tandis qu'au cours de la décennie suivante, il s'est rapproché de l'imagerie numérique.
En 2016, il a créé la Fondazione Nino Migliori à Bologne.

## Expositions, rétrospective
Une rétrospective lui est consacrée à la Maison européenne de la photographie (MEP) à Paris d'octobre 2017 à février 2018.

## Source
- (it) Cet article est partiellement ou en totalité issu de l’article de Wikipédia en italien intitulé « Nino Migliori » (voir la liste des auteurs).